# Cronoterapia

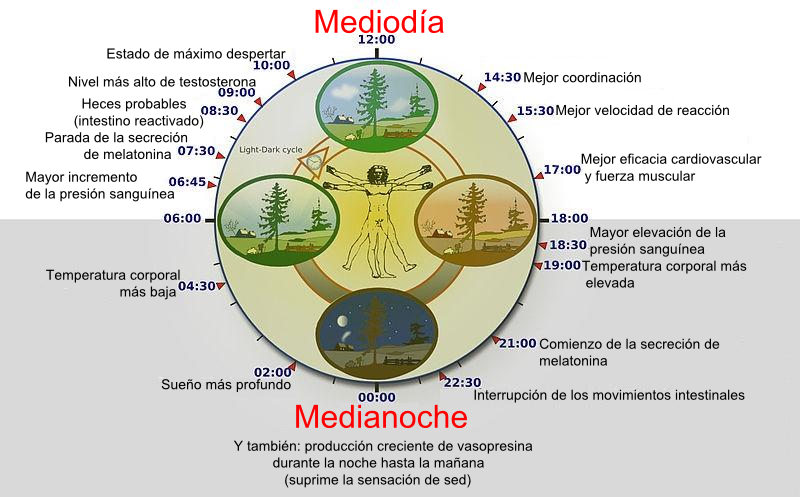
Relógio biológico humano (em espanhol)

Cronoterapia se refere ao uso dos ritmos hormonais diários (ritmo circadiano) ou mensal do organismo para tratar doenças, potencializar efeitos de medicações e minimizar efeitos colaterais. Pode ser usada no tratamento de depressão sazonal, distúrbios do sono, asma, hipertensão arterial e câncer.

## Como funciona
Ritmos biológicos como frequência cardíaca, frequência respiratória, broncodilatação e temperatura corporal, assim como a fome, atenção, desejo sexual e sono variam naturalmente com o horário do dia. O organismo procura prever necessidades hormonais durante o dia, por exemplo produzindo mais adrenalina na hora de acordar, mais insulina na hora do almoço e mais melatonina a noite. Desse modo, o uso de medicamentos em determinadas horas, previne crises no momento em que o organismo está mais vulnerável. Por exemplo, a maior parte dos infartos ocorre entre as 7 e as 10 da manhã, usar hipotensivos sempre às 6 da manha pode prevenir infartos.

## Tipos
Existem diversas técnicas de cronoterapia, dentre elas algumas das mais famosas são:
- Fototerapia: Uso de luz fluorescente de maior a intensidade nos horários adequados no tratamento de várias formas de depressão.[4]
- Restrição de sono: Uso de longos períodos desperto, com curtos períodos de recuperação de sono, para induzir uma rápida melhora dos sintomas depressivos.[4]
- Avanço da fase de sono: Mudar o horário de dormir para o início da noite para potencializar a ação de outras intervenções antidepressivas.[1]
- Cronoterapia tripla: Uso da fototerapia, restrição de sono e avanço da fase de sono para gerar uma resposta antidepressiva rápida e duradoura.[5]
- Simulação do amanhecer e anoitecer: Usar variação de iluminação progressiva estável durante todo o ano para tratar depressão sazonal em locais em que o tempo de luz diário varia muito durante o ano. O objetivo é manter a casa bem iluminada na hora de despertar e se manter acordado e ir escurecendo próximo a hora de dormir, para induzir o sono.[4]
- Cronofarmacoterapia: Uso de certos medicamentos para regular o ritmo circadiano, como de melatonina (hormônio que regula o sono) e calmantes, para induzir o sono nas horas adequadas, tratando insônia e depressão.[1]
- Terapia interpessoal de ritmo social: Terapia ocupacional envolvendo planejar semanalmente rotinas agitadas de atividades diárias para melhorar a estabilidade do humor no transtorno bipolar e depressão.[4]